# Болано
Болано (итал. Bolano) је насеље у Италији у округу Ла Специја, региону Лигурија.
Према процени из 2011. у насељу је живело 712 становника. Насеље се налази на надморској висини од 324 м.

## Становништво
| 1931. | 1936. | 1951. | 1961. | 1971. | 1981. | 1991. | 2001. | 2011. |
| ----- | ----- | ----- | ----- | ----- | ----- | ----- | ----- | ----- |
| 2.542 | 2.701 | 3.068 | 3.131 | 4.347 | 7.073 | 7.060 | 7.391 | 7.759 |